# Le Secret de l'Arche

Le Secret de l'Arche (Visus – Expedition Arche Noah) est un téléfilm allemand, réalisé par Tobi Baumann, et diffusé en 2011.

## Fiche technique
- Titre allemand : Visus – Expedition Arche Noah
- Réalisation : Tobi Baumann
- Scénario : Arne Sommer
- Photographie : Jo Heim
- Musique : Frederik Wiedmann et Wolfram de Marco
- Durée : 125 min
- Dates de diffusion :
  -  Allemagne : 2 juin 2011
  -  France : 26 août 2011 sur Canal+ Family[1]

## Distribution
- Stephan Luca : Robert Kästner
- Julia Molkhou : Anahit Sarian
- Hilmi Sözer : Hayk Sherian
- Arijana Antunovic : Seda Sherian
- Jean-Yves Berteloot : Clément de Lusignan
- Friederike Kempter : Sarah
- Michael Gwisdek : Professeur Sörensen
- Sonsee Neu : Docteur Marina Schwarz
- Waldemar Kobus (en) : Jon Vogler
- Tayfun Bademsoy : Kerim Inceman